# Gislo
Gislo oder Giso war 692/94 bis ca. 711 Kölner Bischof.

## Leben
Über Gisos Herkunft und Jugend ist nichts weiter bekannt. Erstmals erwähnt wird Gisos Name in einer Urkunde des Bonner St. Cassiusstifts aus dem Jahre 691, in der er als diaconus et abbas der Märtyrerkirche Cassius und Florentius (heute Bonner Münsterkirche) genannt wird. 692 erlangte er die Bischofwürde von Köln. Nach seinem Tode wurde er in der Krypta von St. Severin beigesetzt. Während seines Episkopats gründet der Hl. Suitbert das Kloster zu Kaiserswerth. 